# Sixteen Tons Entertainment
La Sixteen Tons Entertainment è una casa tedesca produttrice e sviluppatrice di videogiochi per PC e console. Il videogioco rappresentativo della casa è la Serie di Emergency.

## Elenco Videogiochi
| Titolo             | Anno | Piattaforme             | Genere                      |
| ------------------ | ---- | ----------------------- | --------------------------- |
| Bloxx              | ?    | ?                       | ?                           |
| Hurra Deutschland  | ?    | ?                       | ?                           |
| Caribbean Disaster | ?    | ?                       | ?                           |
| Mad News           | ?    | ?                       | ?                           |
| Emergency 1        | 1998 | Microsoft Windows       | Strategia in tempo reale    |
| Emergency 2        | 2003 | Microsoft Windows       | Strategia in tempo reale    |
| Gotcha             | 2004 | Microsoft Windows, Xbox | Sparatutto in prima persona |
| Emergency 3        | 2005 | Microsoft Windows       | Strategia in tempo reale    |
| Emergency 4        | 2006 | Microsoft Windows       | Strategia in tempo reale    |
| THE SHOW           | 2007 | Microsoft Windows       | Gestionale                  |
| Emergency 2013     | 2012 | Microsoft Windows       | Strategia in tempo reale    |
| Emergency 5        | 2014 | Microsoft Windows       | Strategia in tempo reale    |